# Urophyllum motleyi
Urophyllum motleyi är en måreväxtart som beskrevs av Henry Nicholas Ridley. Urophyllum motleyi ingår i släktet Urophyllum och familjen måreväxter. Inga underarter finns listade i Catalogue of Life.